# Tatsuya Ishihara
Tatsuya Ishihara (石原立也 Ishihara Tatsuya?, nacido el 31 de julio de 1966 en Maizuru, Kioto) es un director de anime japonés que trabaja en el estudio de animación Kyoto Animation.

## Series dirigidas

### Anime
- 1987-1989: Mister Ajikko: Animación
- 1995: Fushigi Yuugi: Director de episodio (Ep. 19)
- 1995: Tenchi Muyō!: Storyboard y director de episodio (Eps. 3, 8, 13, 18 y 23)
- 1996: Aka-chan to Boku: Storyboard (Eps. 6, 11, 12, 16, 21 y 23)
- 1999: Power Stone: Storyboard y director de episodio (Eps. 6, 14 y 22), Director de episodio solamente (Ep. 26)
- 2000-2004: Inu Yasha: Storyboard y director de episodio
- 2000: Super Milk Chan: Storyboard y director de episodio (Eps. 2, 5, 8 y 10), Director de episodio solamente (Ep. 11)
- 2003: Full Metal Panic? Fumoffu: Storyboard y director de episodio (Ep. 8)
- 2005: AIR: Director, Storyboard (OP, ED, Eps. 1, 6, 9 y 12), Director de episodio (Eps. 1, 6 y 12)
- 2006: Suzumiya Haruhi no Yūutsu: Director, Guionista (Eps. 2 y 10), Storyboard (Eps. 2 y 14), Director de episodio (Eps. 2 y 14)
- 2006-2007: Kanon: Director, Storyboard (OP, ED, Eps. 1 y 2), Director de episodio (Ep. 2), Director de unidad (OP, ED)
- 2007: Lucky Star: Storyboard y Director de episodio (Eps. 5 y 11)
- 2007-2008: Clannad: Director, Storyboard (OP, Eps. 1, 4 y 8), Director de episodio (OP, Eps. 1 y 4)
- 2008-2009: Clannad: After Story: Director, Storyboard (Eps. 1, 22 y 24), Director de episodio (Eps. 1 y 24)
- 2009: K-ON!: Storyboard y Director de episodio (OP, Eps. 6 y 12), Animación principal (Ep. 12), Asesor
- 2009: Suzumiya Haruhi no Yūutsu 2009: Director, Guionista (Ep. 24), Storyboard y Director de episodio (Eps. 16 y 22)
- 2010: K-ON!!: Storyboard y Director de episodio (OP, Ep. 2), Storyboard solamente (Eps. 17 y 20), Asesor
- 2011: Nichijō: Director
- 2012: Chūnibyō Demo Koi ga Shitai!: Director, Storyboard (OP; Eps 1-2), Director de episodio (OP)
- 2015: Hibike! Euphonium: Director

### OVA
- 2005: Air in Summer: Director, Storyboard, Director de ambos episodios
- 2011: Nichijō: Director

### Películas
- 1993: Shin chan: La invasión: Animación
- 1996: Shin Kimagure Orange Road: Soshite ano natsu no hajimari: Director de unidad
- 2002: Doraemon y el gladiador: Storyboard y Director de unidad (OP)
- 2010: Suzumiya Haruhi no Shoshitsu: Director, Storyboard
- 2011: K-ON!: Storyboard, Director de unidad, Supervisor
- 2018: Eiga Chūnibyō Demo Koi ga Shitai! Take On Me: Director, Storyboard